# Zaljev Maputo
Zaljev Maputo (por. Baía de Maputo), ranije također poznat kao zaljev Delagoa od Baía da Lagoa na portugalskom, je zaljev Indijskog oceana na obali Mozambika, između 25° 40' i 26° 20' J, s duljinom od sjevera prema jugu od preko 90 km i širinom od 32 km.

## Geografija
Zaljev je sjeverni završetak niza laguna koje se nižu obalom od zaljeva Svete Lucije. Otvoren je prema sjeveroistoku. Sjeverozapadni kraj zaljeva definiran je rtom Ponta da Macaneta, sprudom s plažama okrenutim prema zapadu prema Mozambičkom kanalu i mangrovama iza. Istočnu stranu zaljeva definira poluotok Machangulo koji sa svoje unutarnje ili zapadne strane pruža sigurno sidrište. Sjeverno od poluotoka je otok Inhaca, a iza njega manji otok, "Ilha dos Portugueses" (Portugalski otok), ranije poznat kao Otok slonova.
Unatoč sprudu na ulazu i brojnim plićacima unutar, zaljev Maputo je dobra luka, pristupačnu velikim plovilima u svim godišnjim dobima. Okolna zemlja je niska i vrlo nezdrava, ali otok Inhaca ima visinu od 73 m, a korišten je kao sanatorij.
Rijeka Komati, također poznata kao Inkomati ili Manhissa, ima ušće na sjevernom kraju zaljeva. Tri rijeke, Matola sa sjevera, Mbuluzi ili Umbeluzi sa zapada i Tembe s juga, sastaju se u Estuário do Espírito Santo na zapadnoj strani zaljeva. Grad Maputo nalazi se sjeverno od ušća, a most Maputo–Katembe, dovršen 2018., premošćuje ušće. Rijeka Maputo, koja izvire u Drakensbergu, ima ušće na jugu zaljeva.

## Ekologija
Zaljev Maputo dio je morske ekoregije Delagoa. Staništa u zaljevu uključuju močvare mangrova, pašnjake morske trave i rubne koraljne grebene oko Inhace i portugalskih otoka.
Grbavi kitovi i nekoliko vrsta dupina žive u vodama zaljeva, dok su južni pravi kitovi i dugonzi nekada bili brojni u zaljevu, a danas su rijetki.

## Povijest
Prvi Europljanin koji je stigao do zaljeva bio je portugalski moreplovac António de Campo, jedan od kapetana broda Vasco da Gama, 1502. godine. Godine 1544. trgovački trgovac Lourenço Marques istraživao je gornje tokove estuarija koji vode u zaljev.  Naknadno je kralj João III!! naredio da se zaljev nazove Baia de Lourenço Marques. Lourenço Marques je navodno nazvao zaljev Baía da Lagoa (portugalski: "Zaljev lagune"). Na engleskom je portugalski "Baia da Lagoa" tada preveden i malo transformiran u "zaljev Delagoa".
Godine 1720. Nizozemska istočnoindijska kompanija izgradila je utvrdu i tvornicu pod nazivom Lijdzaamheid (Lydsaamheid) na mjestu Lourenço Marques (sada Maputo), od travnja 1721. kojom je upravljao Opperhoofd (glavni faktor), pod vlašću nizozemske Kapske kolonije, prekinuta Taylorovom gusarskom okupacijom od travnja 1722. do 28. kolovoza 1722.; prosinca 1730. naselje je napušteno. Nakon toga su Portugalci imali - povremeno - trgovačke postaje u ušću Espírito Santo. Te su postaje bile zaštićene malim utvrdama, međutim obično nesposobnim odoljeti napadima domorodaca. Godine 1779. austrijski brod "Joseph und Theresia" Austrijske istočnoindijske kompanije pristaje u zaljev i Austrijanci podižu utvrde Sv. Josip i Sv. Marija. Godine 1778. austrijska ekspedicija koju je vodio engleski pustolov William Bolts osnovala je trgovačku tvornicu u zaljevu Delagoa. Tvornica, sastavljena od 155 muškaraca i nekoliko žena, trgovala je slonovačom, dosežući čak 75.000 funti godišnje sve dok tvornicu nisu protjerali Portugalci 1781.
Godine 1823., kapetan (kasnije viceadmiral) WFW Owen iz Kraljevske mornarice, utvrdivši da Portugalci nemaju jurisdikciju južno od naselja Lourenço Marques, sklopio je ugovore o cesiji s domaćim poglavicama, podigao britansku zastavu i prisvojio zemlju od Engleske rijeke prema jugu; ali kada je ponovno posjetio zaljev 1824. otkrio je da su Portugalci, zanemarujući britanske ugovore, sklopili druge s domorocima i pokušali (neuspješno) vojno zauzeti zemlju.
Kapetan Owen ponovno je podigao britansku zastavu, ali je suverenitet obje sile ostao neodlučan sve dok zahtjevi Republike Transvaal!! nisu učinili rješenje pitanja hitnim. U međuvremenu Ujedinjeno Kraljevstvo nije poduzelo nikakve korake da izvrši vlast na licu mjesta, dok su pustošenja Zulua!! ograničila portugalsku vlast na granice njihove utvrde. Godine 1835. Buri, pod vođom po imenu Orich, pokušali su formirati naselje u zaljevu, koji je prirodni izlaz za Transvaal; a 1868. predsjednik Transvaala, Marthinus Pretorius!!, polagao je pravo na zemlju sa svake strane Maputa sve do mora. Međutim, sljedeće godine Transvaal je priznao suverenitet Portugala nad zaljevom.
Godine 1861. kapetan Kraljevske mornarice Bickford proglasio je otoke Inhaca i Elephant britanskim teritorijem; čin protiv kojeg su protestirale vlasti u Lisabonu. Godine 1872. spor između Ujedinjenog Kraljevstva i Portugala predan je arbitraži francuskog predsjednika Adolphea Thiersa ; a 19. travnja 1875. njegov nasljednik, maršal MacMahon!!, presudio je u korist Portugalaca.
Prethodno su se Ujedinjeno Kraljevstvo i Portugal dogovorili da će pravo prvokupa biti dodijeljeno neuspješnom podnositelju zahtjeva u slučaju prodaje ili ustupanja zaljeva. Portugalska vlast nad unutrašnjosti Mozambika uspostavljena je tek neko vrijeme nakon odluke MacMahona; nominalno, zemlju južno od rijeke Manhissa ustupio im je poglavica Matshangana Umzila 1861.  U čast odluke francuskog predsjednika, pivo koje se kuha u Maputu i danas se zove "MacMahon" ili "2M" (portugalski: "Dois M"). Slično, željeznička stanica Maputo nalazila se na "Praça MacMahon" (Trg MacMahon). Nakon osamostaljenja Mozambika od Portugala, preimenovan je u "Praça dos Trabalhadores" (Trg radnika).
Godine 1889. izbio je još jedan spor između Portugala i Ujedinjenog Kraljevstva oko portugalske zapljene željeznice koja vodi od zaljeva do Transvaala. Ovaj je spor također upućen na arbitražu: 1900. godine Portugal je proglašen odgovornim i naređeno mu je da plati gotovo 1.000.000 funti odštete dioničarima željezničke kompanije.

## Reference
- Sir E. Hertslet, The Map of Africa by Treaty, iii. 991–998 (London, 1909). An account of the Delagoa Bay arbitration proceedings.
- The British blue-book, Delagoa Bay, Correspondence respecting the Claims of Her Majesty's Government (London, 1875)
- L. van Deventer, La Hollande et la Baie Delagoa (The Hague, 1883)
- Owen, W. F. W. 1833. Narrative of Voyages to Explore the Shores of Africa, Arabia, and Madagascar, Performed in His Majesty's ship Leven and Barracouta under the direction of Captain W. F. W. Owen. Volume 1. J. & J. Harper
- G. McC. Theal, The Portuguese in South Africa (London, 1896), and History of South Africa since September 179,f, vol. v. (London, 1908). The Narrative of Voyages to explore the shores of Africa, performed under direction of Captain W. F. W. Owen, RN. (London, 1833) contains much interesting information concerning the district in the early part of the 19th century.
- WorldStatesmen- Mozambique